# 470年代
470年代（よんひゃくななじゅうねんだい）は、西暦（ユリウス暦）470年から479年までの10年間を指す十年紀。